# Amaurobius sciakyi
Amaurobius sciakyi är en spindelart som beskrevs av Carlo Pesarini 1991. Amaurobius sciakyi ingår i släktet Amaurobius och familjen mörkerspindlar.
Artens utbredningsområde är Italien. Inga underarter finns listade i Catalogue of Life.